# 2·7 사건
2·7 사건은 1948년 2월 7일에 훗날의 대한민국 영역에서 일어난 파업 및 봉기 사건이다. 비판하는 측에서는 2·7 파업이나 2·7 폭동, 옹호하는 측에서는 2·7 구국투쟁으로 부른다.

## 개요
1948년 5월로 예정된 대한민국 제헌국회 총선을 앞두고 미군정 지역에서 단독 선거가 실시되어 단독 정부가 수립되는 것을 반대하여 총선에 반대하는 흐름이 형성되었다. 남조선로동당이 이같은 여론을 선도했고, 이 사건 이틀 후인 1948년 2월 9일 백범 김구가 〈삼천만 동포에게 읍소한다〉라는 제목으로 단선단정 반대 의사를 분명히 하는 등 이승만 계열 외에는 이에 동조하는 파벌이 적지 않았다.
미군정에 의해 불법화된 남로당과 민주주의민족전선은 총선 일정이 발표되자 단선단정을 반대하며 2월 7일을 기해 전국적인 대규모 파업을 일으켰고, 이 파업 중 일부가 과격화되어 경찰과 물리적 충돌을 일으켰다.
이 사건은 두 달 뒤에 큰 인명 피해를 가져온 제주 4·3 사건의 전초전이 되었다. 제주 4·3 사건과 여수 14연대 반란 등 더 규모와 파급 효과가 큰 사건이 연이어 터졌기 때문에, 대한민국 현대사 학계에서는 상대적으로 연구가 깊이 이루어지지 않았다.

## 전개
1948년 2월 5일에 군정장관 A.L. 러치가 미군 철수설을 부인하는 성명을 발표한 이틀 후에 발생했다. 남로당의 단선반대 구국투쟁위원회가 지휘한 노동자 파업을 중심으로, 전기 노동자들이 송전을 중단하고 철도 노동자들은 철도 운행을 중지하며 통신 노동자들은 통신 설비를 파괴하는 방식을 통해 미군정을 압박하며 이루어졌다. 이에 호응한 농민들의 가두 시위와 학생들의 동맹휴학이 더해졌다. 이들의 주장들은 다음과 같다.

1. 조선의 분할 침략 계획을 실시하는 유엔 한국 위원단을 반대한다.
2. 남조선의 단독 정부 수립을 반대한다.
3. 양군 동시 철퇴로 조선 통일 민주주의 정부 수립을 우리 조선 인민에게 맡기라.
4. 국제 제국주의 앞잡이 이승만, 김성수 등 친일 반동파를 타도하라.
5. 노동자,사무원을 보호하는 노동법과 사회보험제를 즉각 실시하라.
6. 노동임금을 배로 올리라.
7. 정권을 인민위원회로 넘기라.
8. 지주의 토지를 몰수하여 농민들에게 나누어 주라.

서울에는 철도 노동자들이 파업을 벌였고 시내 주요 공장의 노동자들도 파업에 돌입했다. 남대문과 영등포 지역에서도 수 십 차례에 걸쳐서 가두시위가 벌어졌다.
경상남도 부산은 부두 노동자들과 선원들의 파업으로 부산 일대의 해상교통이 일제히 마비되는가하면 전차 운행도 중지되고 4500여명의 학생들이 시위에 나섰다. 합천의 경우에는 경찰지서가 공격당했다.
경상남도 밀양군에서는 2월 7일 이른 아침에 농민들이 지서 두 곳을 습격하여 경찰이 발포로 맞서면서 10여 명이 사살되고 100여 명이 검거되었다. 합천군에서는 오전과 오후 두 차례에 걸쳐 농민들이 지서를 공격하여 역시 100여 명이 검거되었다.
이와 유사한 충돌이 전국에 걸쳐서 일어나면서 2월 20일까지 2주 동안 진행되었다. 약 전체 참가 인원은 약 200만 명이며, 이 과정에서 사망한 사람은 100여 명, 투옥된 사람은 8,500 명 정도로 추산된다.

## 의의 및 영향
2·7 사건은 자연발생적이며 우발적인 요소가 많았던 대구 10·1 사건과 달리 사전에 충분히 계획되고 준비되었다는 점이 특징적이다. 이러한 특성 때문에 미군정 지배하에 있던 지역에서 동시다발적으로 일시에 사건에 돌입할 수 있었다. '단선단정 반대'라는 이해와 공감이 쉬운 구호와 함께 투쟁의 목표 또한 분명히 통일되어 있었다.
2·7 사건을 계기로 미군정 지역에서 미국에 반대하는 세력은 지구전 태세에 들어가게 되었고, 이는 각 지역 산악 지대를 중심으로 조선인민유격대의 초보적 형태를 구성하면서 결국 제주 4·3 사건이라는 무장 봉기로 이어졌다.

## 같이 보기
- 대한민국 제헌국회 총선
- 제주 4·3 사건
- 남조선로동당
- 청도군의 새마을 운동

## 참고자료
- 박세길 (1999년 5월 1일). 〈제3장 배신과 음모 - 2·7 구국투쟁〉. 《다시 쓰는 한국현대사 (1)》. 서울: 돌베개. ISBN 8971990058.